# Алмазова Любов Михайлівна
Любов Михайлівна Алмазова (нар. 26 листопада 1935, місто Луганськ, тепер Луганської області — ?) — українська радянська діячка, новатор виробництва, ткаля Луганського тонкосуконного комбінату Луганської області. Депутат Верховної Ради УРСР 7—8-го скликань.

## Біографія
Народилася в родині робітника. Трудову діяльність розпочала у 1951 році у швейній майстерні промислової артілі імені 8 Березня у місті Ворошиловграді.
З 1952 року — учениця, ткаля ткацького цеху Луганського (Ворошиловградського) тонкосуконного комбінату Луганської області. Обслуговуючи два ткацькі верстати, систематично виконувала норми виробітку на 100—110 % при високій якості виробів. Ударниця комуністичної праці.
Член КПРС.
Потім — на пенсії у місті Луганську Луганської області.

## Нагороди
- Ордени
- Медалі